# سیگنال زیستی
سیگنال زیستی یا زیست‌سیگنال یا بیوسیگنال (به انگلیسی: biosignal) هر سیگنالی در موجودات زنده است که می‌تواند به‌طور مداوم اندازه‌گیری و پایش شود. اصطلاح biosignal اغلب برای اشاره به سیگنال‌های بیوالکتریک استفاده می‌شود، اما ممکن است به هر دو سیگنال الکتریکی و غیرالکتریکی اشاره داشته باشد. درک معمول این است که فقط به سیگنال‌های متغیر زمان اشاره شود، اگرچه تغییرات پارامترهای مکانی (به عنوان مثال توالی نوکلئوتیدی تعیین‌کننده کد ژنتیکی) نیز بعضاً زیر مجموعه آن هستند.
سیگنال‌های زیستی، مانند همه سیگنال‌ها، باید توسط نوعی انرژی منتقل شوند. سیگنال‌های زیستی را می‌توان مستقیماً از منبع بیولوژیکی آنها اندازه‌گیری کرد، اما غالباً از انرژی خارجی برای اندازه‌گیری تعامل بین سیستم فیزیولوژیک و انرژی خارجی استفاده می‌شود. اندازه‌گیری بیو سیگنال مستلزم تبدیل آن به سیگنال الکتریکی با استفاده از دستگاهی است که به عنوان انتقال دهنده زیستی شناخته می‌شود. سیگنال آنالوگ حاصل اغلب برای پردازش در رایانه به سیگنال دیجیتال (discrete-time) تبدیل می‌شود.

## زیست‌سیگنال‌های الکتریکی
سیگنال‌های زیستی الکتریکی یا سیگنال‌های زمانی بیوالکتریک، معمولاً به تغییر در جریان الکتریکی تولید شده توسط مجموع اختلاف پتانسیل الکتریکی در یک بافت، اندام یا سیستم سلول خاص مانند دستگاه عصبی گفته می‌شود؛ بنابراین، شناخته شده‌ترین سیگنال‌های بیوالکتریک عبارتند از:
- الکتروانسفالوگرام (EEG)
- الکتروکاردیوگرام (نوار قلب)
- الکترومیوگرام (EMG)
- الکتروکولوگرام (EOG)
- الکتروتینوگرام (ERG)
- الکترواستروگرام (EGG)
- پاسخ گالوانیک پوست (GSR) یا فعالیت الکترودرمال (EDA)

EEG , ECG , EOG و EMG با یک تقویت‌کننده تفاضلی اندازه‌گیری می‌شوند که تفاوت بین دو الکترود متصل به پوست را ثبت می‌کند. با این حال، واکنش پوست گالوانیک مقاومت الکتریکی و MEG میدان مغناطیسی ناشی از جریان‌های الکتریکی (الکتروانسفالوگرام) مغز را اندازه‌گیری می‌کند.
با توسعه روش‌های اندازه‌گیری از راه دور میدان‌های الکتریکی با استفاده از فناوری جدید حسگر، علامت‌های زیستی الکتریکی مانند EEG و ECG بدون تماس الکتریکی با پوست قابل اندازه‌گیری است که می‌تواند به عنوان مثال، برای نظارت از راه دور بر امواج مغزی و ضربان قلب بیمارانی که نباید لمس شوند، به ویژه بیماران با سوختگی جدی مورد استفاده قرار گیرد.
جریان‌های الکتریکی و تغییرات مقاومت الکتریکی در سراسر بافت‌ها را نیز می‌توان از گیاهان اندازه‌گیری کرد.
سیگنالهای زیستی همچنین ممکن است به هر سیگنال غیر الکتریکی قابل کنترل از طریق موجودات بیولوژیکی، مانند سیگنالهای مکانیکی (به عنوان مثال مکانیوموگرام یا MMG)، سیگنالهای صوتی (به عنوان مثال گفته‌های آوایی و غیر آوایی، تنفس)، سیگنال‌های شیمیایی (به عنوان مثال پی‌اچ، اکسیژن رسانی) و سیگنال‌های نوری (به عنوان مثال حرکات) اشاره داشته باشند.

## استفاده
در سالهای اخیر، استفاده از سیگنالهای زیستی در بین جامعه هنری از مجریان و آهنگسازان که از سیگنالهای زیستی برای تولید و کنترل صدا استفاده می‌کنند، مورد توجه قرار گرفته است. تحقیقات و اقدامات در این زمینه به چندین دهه قبل به شکل‌های گوناگون برمی گردد یک شماره کامل از eContact! ، منتشر شده توسط انجمن الکترو آکوستیک کانادا در ژوئیه ۲۰۱۲، با مشارکت چهره‌های اصلی این حوزه به این موضوع اختصاص یافت.

## کتابشناسی
- Donnarumma, Marco. "Proprioception, Effort and Strain in "Hypo Chrysos": Action art for vexed body and the Xth Sense." eContact! ۱۴٫۲ — Biotechnological Performance Practice / Pratiques de performance biotechnologique (ژوئیه ۲۰۱۲). Montréal: CEC.
- Tanaka, Atau. "The Use of Electromyogram Signals (EMG) in Musical Performance: A Personal survey of two decades of practice." eContact! ۱۴٫۲ — Biotechnological Performance Practice / Pratiques de performance biotechnologique (ژوئیه ۲۰۱۲). Montréal: CEC.